# Biel (herb szlachecki)
Biel – polski herb szlachecki, odmiana herbu Kościesza.

## Opis herbu
Opis zgodnie z klasycznymi regułami blazonowania:
W polu czerwonym rogacina rozdarta w trzy, przekrzyżowana, srebrna.
W klejnocie pięć piór strusich.

## Najwcześniejsze wzmianki
Z 1527 roku pochodzi pieczęć Stanisława Biela.

## Herbowni
Biel. Inna rodzina o tym samym nazwisku posługiwała się herbem Ostoja.